# The Gardener of God
Pour plus de détails, voir Fiche technique et Distribution.
The Gardener of God est un film dramatique italien sorti en 2010, réalisé par Liana Marabini, à propos de la vie de Gregor Mendel.

## Synopsis
Dans l'empire austro-hongrois du XIXe siècle, la vie et les travaux de Gregor Mendel, le père de la génétique moderne, présenté comme un homme religieux, homme de prière, de foi et de science. Mendel y est présenté dans son combat contre la pratique fiscale appliquée aux monastères de son pays, aussi bien que dans son engagement à faire bouger les mentalités des gens à propos de ses découvertes. Il se demande comment il est possible de faire avancer ensemble foi et science, tout en exprimant des doutes sur les conséquences dangereuses de ses découvertes, si elles sont utilisées à des fins eugéniques. Sa bienfaitrice et amie, la princesse Hanna von Limburg, l'aidera dans ce débat intérieur. Mendel finit par publier ses conclusions, et rencontre au Vatican, le Pape Pie IX qui lui fait bon accueil.

## Fiche technique
- Titre : The Gardener of God
- Réalisation : Liana Marabini
- Scénario : Liana Marabini
- Genre : film dramatique
- Production : Condor Pictures
- Montage : László Rumbold
- Durée : 110 minutes
- Pays de production :  Italie
- Langue originale : italien
- Date de sortie : 
  - Italie : décembre 2009 (Rome)[3]
  - Royaume-Uni : 11 juillet 2011

## Distribution
- Christopher Lambert : Gregor Mendel
- David Wayne Callahan : Marquis Giovanni Sala Amorini
- Steven Cree : Rabbi
- Daniela Di Muro : Federica Salina Amorini
- Anja Kruse : Erica von Baumann
- Emma Lo Bianco : Arielle
- Marco Miraglia : témoin du duel
- Jay Natelle : Prince Benedikt
- Michele Natelle : Benedikt
- Maria Pia Ruspoli : Hanna von Limburg
- Jacopo Venturiero